# Organizacja Rybołówstwa Północno-Zachodniego Atlantyku
Organizacja Rybołówstwa Północno-Zachodniego Atlantyku NAFO (Northwest Atlantic Fisheries Organization) – międzynarodowa organizacja rządowa monitorująca zasoby i zarządzająca połowami w wodach północno-zachodniego Atlantyku. 
Założona została w 1979 roku jako następczyni Międzynarodowej Komisji Rybołówstwa Północno-Zachodniego Atlantyku ICNAF (International Commission of the Northwest Atlantic Fisheries). W swojej konwencji Covention on Future Multilateral Cooperation in the Northwest Atlantic Fisheries organizacja określiła jako swoje zadania: optymalne wykorzystanie, racjonalne zarządzanie i ochrona zasobów rybnych przez międzynarodowe konsultacje i współpracę w wyżej określonych wodach.

## Organy organizacji
- Komisja Rybacka – odpowiada za zarządzanie i ochronę zasobów w wodach przez nią regulowanych. Nie wchodzą w nie wody przybrzeżne, które są wyłączną strefą ekonomiczną (EEZs) krajów nadmorskich. Corocznie podejmuje decyzje o regulacji połowów, całkowitych dopuszczalnych połowach (TACs) i innych kwotach.

- Rada Naukowa – doradza Komisję Rybacką i kraje z wodami przybrzeżnymi w sprawach szacunku biomasy SSB gatunków ryb z obszarów określonych w konwencji. Jej naukową publikacją jest NAFO Journal of Northwest Atlantic Fishery Science.

- Rada Generalna – odpowiada za sprawy wewnętrzne organizacji i stosunki międzynarodowe. Prezes rady jest jednocześnie prezydentem NAFO.

- Sekretariat – ma swoją siedzibę w Dartmouth, Nowa Szkocja w Kanadzie.

## Współpraca międzynarodowa
Flotom rybackim, np. państw Unii Europejskiej, NAFO zezwala na połowy określonych kwot połowowych w ramach TACs. UE i NAFO wspólnie kontrolują przestrzeganie tych limitów.